# Гарзанов, Георгий Ермолаевич
Георгий Ермолаевич Гарза́нов (1909 — 1992) — советский инженер, технолог нефтепереработки, учёный, специалист в области смазочных масел.

## Биография
Родился 11 (24 февраля) 1909 года. Выпускник МНИ имени И. М. Губкина (1936).
В 1941—1946 годах работал на Уфимском нНПЗ.
В 1946—1950 годах — главный инженер Ярославского НПЗ имени Д. И. Менделеева.
Умер 22 октября 1992 года. Похоронен в Москве на Новодевичьем кладбище.

## Семья
- жена — Антонина Константиновна Байбакова (1913—1997), сестра Н. К. Байбакова.
- сын — Гарзанов Евгений Георгиевич (р. 1941 — кандидат технических наук, доцент МИНХ имени И. М. Губкина.

## Награды и премии
- Сталинская премия третьей степени (1951) — за разработку новых синтетических продуктов и организацию их промышленного производства[?]